# 糸数勝彦
糸数 勝彦（いとかず かつひこ、1958年3月22日 - ）は、沖縄県国頭郡恩納村出身の元プロ野球選手。ポジションは投手。

## 来歴・人物
石川高校ではエースとして、1975年夏の甲子園に出場。1回戦で新潟商を降すが、2回戦で浜松商の高林基久に9回裏、大会初の逆転サヨナラ本塁打を喫し敗退。
1976年のドラフト2位で太平洋クラブライオンズに入団。オープン戦は出場したが、5年間で一度も一軍で登板することができず、1980年限りで引退した。速球、カーブを武器とした。

## 詳細情報

### 年度別投手成績
- 一軍公式戦出場なし

### 背番号
- 35 （1976年 - 1980年）